# Zbigniew Wygoda
Zbigniew Jacek Wygoda (ur. 17 sierpnia 1968) – polski lekarz i polityk. Doktor nauk medycznych, specjalista onkolog i specjalista medycyny nuklearnej, samorządowiec.

## Życiorys

### Kariera lekarska
Ukończył w 1994 Śląską Akademię Medyczną w Katowicach, następnie studia podyplomowe w Kolegium Zarządzania Akademii Ekonomicznej w Katowicach oraz Olsztyńskiej Wyższej Szkole Informatyki i Zarządzania. Obecnie jest adiunktem, współtwórcą Samodzielnej Pracowni Cyklotronu i Produkcji Radioizotopów w placówce Centrum Onkologii – Instytut im. Marii Skłodowskiej-Curie Oddział w Gliwicach (w instytucji tej w 2001 uzyskał doktorat). W gliwickim oddziale instytutu przygotował i prowadził przetarg na budowę nowoczesnego cyklotronu, mającego służyć do produkcji radioaktywnych izotopów potrzebnych przy diagnozowaniu i leczeniu nowotworów. Jego oficjalne otwarcie nastąpiło 20 września 2010. Było to drugie w Polsce (pierwszy cyklotron uruchomiono w Bydgoszczy) i jedno z niewielu takich urządzeń w Europie. Pełni także funkcję konsultanta w Samodzielnym Publicznym Szpitalu Chorób Płuc w Zakopanem.
Jest autorem i współautorem 29 publikacji, ponad 80 artykułów w piśmiennictwie polskim i zagranicznym oraz współautorem dwóch specjalistycznych podręczników. Należy do Polskiego Towarzystwa Onkologicznego, Polskiego Towarzystwa Medycyny Nuklearnej, European Association of nuclear Medicine i European Thyroid Association.

### Działalność polityczna
Należał do Prawa i Sprawiedliwości. Z jego ramienia kandydował bez powodzenia w 2006 do rady miasta Gliwice oraz w 2007 do Sejmu. Później przeszedł do Platformy Obywatelskiej. Z jej ramienia w 2010 kandydował na prezydenta Gliwic, przegrywając w II turze. Uzyskał natomiast mandat radnego miasta, po czym objął funkcję przewodniczącego rady. W 2014 odnowił mandat radnego, jednak nie pozostał na stanowisku przewodniczącego. W 2015 bezskutecznie kandydował do Senatu. W grudniu 2017 zastąpił Borysa Budkę na funkcji przewodniczącego PO w Gliwicach. W 2018 ponownie uzyskał reelekcję w wyborach do rady miasta. W 2019 kandydował bez powodzenia do Sejmu.